# Vắc-xin rubella
Vắc-xin rubella là vắc-xin được sử dụng để ngăn ngừa rubella. Hiệu quả bắt đầu khoảng hai tuần sau một liều duy nhất và khoảng 95% mọi người trở nên miễn dịch. Các quốc gia có tỷ lệ tiêm chủng cao không còn thấy các trường hợp mắc rubella hoặc hội chứng rubella bẩm sinh. Khi có tỷ lệ tiêm chủng ở trẻ em thấp trong dân số, tỷ lệ mắc bệnh rubella bẩm sinh sẽ tăng lên khi nhiều phụ nữ đến tuổi sinh đẻ mà không cần tiêm phòng hoặc tiếp xúc với bệnh. Do đó, quan trọng là hơn 80% dân số được tiêm phòng bệnh này.
Tổ chức Y tế Thế giới (WHO) khuyến nghị vắc-xin rubella nên được đưa vào tiêm chủng thông thường. Nếu không phải tất cả mọi người đều được tiêm chủng thì ít nhất phụ nữ trong độ tuổi sinh đẻ nên được tiêm chủng. Nó không nên được trao cho những người đang mang thai hoặc những người có chức năng miễn dịch rất kém. Trong khi một liều thường là đủ để bảo vệ miễn dịch suốt đời, thường thì hai liều được áp dụng.
Tác dụng phụ nói chung là nhẹ. Chúng có thể bao gồm sốt, phát ban, đau và đỏ tại chỗ tiêm. Đau khớp có thể được báo cáo trong khoảng từ một đến ba tuần sau khi tiêm vắc-xin ở phụ nữ. Dị ứng nặng là rất hiếm. Vắc-xin rubella là vắc-xin suy yếu sống. Vắc xin này  có sẵn một mình hoặc kết hợp với các loại vắc-xin khác. Vắc xin kết hợp bao gồm sởi (vắc-xin MR), vắc-xin sởi và quai bị (vắc-xin MMR) và sởi, quai bị và vắc-xin thủy đậu (vắc-xin MMRV).
Một loại vắc-xin rubella được cấp phép đầu tiên vào năm 1969. Nó nằm trong Danh sách các loại thuốc thiết yếu của Tổ chức Y tế Thế giới, loại thuốc hiệu quả và an toàn nhất cần có trong hệ thống y tế. Tính đến năm 2009, hơn 130 quốc gia đã đưa nó vào tiêm chủng thông thường. Chi phí bán buôn vắc-xin MMR ở các nước đang phát triển là 0,24 USD mỗi liều tính đến năm 2014. Ở Hoa Kỳ, nó có giá từ 50 đến 100 USD.